# ری کوانگ-ایل
ری کوانگ-ایل (کره‌ای: 리광일؛ زادهٔ ۱۳ آوریل ۱۹۸۸) یک بازیکن فوتبال اهل کره شمالی است.